# Historia de la filosofía occidental (Russell)
Historia de la filosofía occidental (A History of Western Philosophy en inglés) es un libro del filósofo Bertrand Russell publicado en 1945. Concebido como una introducción a la filosofía de occidente, desde los presocráticos hasta la filosofía de principios del siglo XX, el libro tuvo un considerable éxito comercial, pero fue criticado por sus excesivas generalidades.
La primera versión en castellano, de Julio Gómez de la Serna y Antonio J. Dorta, fue publicada por la editorial Espasa-Calpe en 1947.

## Génesis y contexto
La obra tiene su origen en una serie de conferencias que Rusell ofreció en la Fundación Barnes de Filadelfia entre los años 1941 y 1942. Gran parte de la investigación requerida para las conferencias se debe a la tercera esposa de Russell, Patricia. Con un anticipo de 3000 dólares por parte de la editorial, Russell redactó la obra durante su estancia en  Bryn Mawr College.  
En el prefacio a la obra, Russell escribe acerca de su intento:

Hay muchas historias de la filosofía, pero ninguna, que yo sepa, tiene la misma finalidad que la mía. (...) Yo he intentado presentar a cada filósofo, ateniéndome a la verdad, como un resultado de su milieu, como una persona en la que se cristalizaron y concentraron los pensamientos y los sentimientos que en forma vaga y difusa fueron comunes a la comunidad de que formaba parte.

## Estructura y contenido
La obra se compone de tres libros, cada uno de los cuales contiene dos o tres partes, subdivididas a su vez en capítulos:

### La filosofía antigua

#### Parte primera: Los presocráticos
- Aparición de la civilización griega; La Escuela de Mileto; Pitágoras; Heráclito; Parménides; Empédocles; Atenas y la cultura; Anaxágoras; Los atomistas; Protágoras.

#### Parte segunda: Sócrates; Platón y Aristóteles
- Sócrates; La influencia de Esparta; Las fuentes de las ideas de Platón; la utopía de Platón; la teoría de las ideas; la teoría de Platón sobre la inmortalidad; la cosmogonía de Platón; conocimiento y percepción en Platón; la metafísica de Aristóteles; la ética de Aristóteles; la política de Aristóteles; la lógica de Aristóteles; la física de Aristóteles; las matemáticas y la astronomía griegas primitivas.

#### Parte tercera: Filosofía antigua posterior a Aristóteles
- El mundo helenístico; Cínicos y escépticos; Los epicúreos; El estoicismo; El Imperio romano en relación con la cultura; Plotino.

### La filosofía católica

#### Parte primera: Los Padres
- El desarrollo religioso de los judíos; El cristianismo durante los cuatro primeros siglos; Tres doctores de la Iglesia; Filosofía y teología de San Agustín; Los siglos V y VI; San Benito y Gregorio el Grande.

#### Parte segunda: Los escolásticos
- El Papado en la edad de hierro; Juan Escoto; La reforma eclesiástica en el siglo XI; La cultura y la filosofía mahometanas; El siglo XII; El siglo XIII Santo Tomás de Aquino; Los escolásticos franciscanos; El eclipse del Papado.

### La filosofía moderna

#### Parte primera: Desde el Renacimiento hasta Hume
- Características generales; El Renacimiento italiano; Maquiavelo; Erasmo de Róterdam y Moro; La Reforma protestante y la contrarreforma; Desarrollo de la ciencia; Francis Bacon; El Leviatán de Hobbes; Descartes; Spinoza; Leibniz; Liberalismo filosófico; La teoría del conocimiento de Locke; La filosofía política de Locke; La influencia de Locke; Berkeley; Hume.

#### Parte segunda: Desde Rousseau hasta nuestros días
- El movimiento romántico; Rousseau; Kant; Corrientes de pensamiento en el siglo XIX; Hegel; Byron; Schopenhauer; Nietzsche; Los utilitaristas; Karl Marx; Bergson; William James; John Dewey.

## Críticas
Historia de la filosofía occidental fue acogida con poco entusiasmo en el ámbito académico, para decepción de Russell, quien se justificó argumentando que la obra debía ser tomada como «obra de historia social».
George Boas, en la revista Journal of the History of Ideas, escribió que el autor de la Historia de la filosofía occidental «no acaba de decidirse entre la veracidad histórica y la polémica» y añadió: «Su empeño en conferir un aura de falsa contemporaneidad a filósofos del pasado puede llevar al lector no iniciado a atribuirles una excesiva relevancia. En todo caso, se trata de una tergiversación de la historia». 
En la revista Isis, Leo Roberts juzgó la obra como la «peor de Russell» y escribió: «el mejor Russell se disfruta cuando el autor se ocupa de filosofía contemporánea. En cambio, su tratamiento en este libro de las doctrinas antiguas y medievales carece de valor alguno».
El libro, por el contrario, agradó a Albert Einstein, quien alabó la «frescura, originalidad y sensibilidad» con que la Historia introduce al lector en tiempos y formas de pensar lejanas. En el discurso de concesión del premio Nobel de literatura a Russell en 1950, el comité organizador citó especialmente la Historia como uno de los títulos que le valieron el galardón.
En tiempos más recientes, el crítico literario George Steiner advierte que Historia de la filosofía occidental hace completa omisión de Martin Heidegger y califica la obra de «mediocre». En la antología The Hegel Myths and Legends (1996), Jon Stewart acusa al libro de propagar mitos acerca de Hegel. Stephen Houlgate considera ignorante la afirmación de Russell de que la doctrina del estado de Hegel justifique toda forma de tiranía.
Roger Scruton admite que el libro está escrito con elegancia e ingenio, pero le recrimina el excesivo tratamiento de la filosofía precartesiana, la incomprensión de Immanuel Kant, así como la sobregeneralización y las abundantes omisiones.
Jesús Mosterín, en el prólogo a la 5.ª edición en castellano, atribuye al «estilo claro, gracioso, irreverente e incisivo de Russell (...) el inmenso éxito de esta obra» e identifica su mayor defecto en que «dedica mucho espacio a la filosofía antigua y medieval, poco a la moderna y casi nada a la contemporánea, es decir, a la del siglo XX, que es la que Russell mejor conocía.»